# COGES
COGES (COmbined Gas turbine Electric and Steam、コンバインド・ガスタービン・エレクトリック・アンド・スチーム)とは、ガスタービンエンジンと蒸気タービンを組み合わせた複合推進方式。ターボ・エレクトリック方式の一種に類別され、コンバインドサイクル発電と同様のメカニズムによって動力を得る。

## 概要

COGESの模式図
1:発電機
2:蒸気タービン
3:復水器
4:循環ポンプ
5:廃熱回収装置
6:ガスタービン

ガスタービンエンジンは部分負荷時の熱効率が低いため、最適の条件で運転する事が望ましい。ガスタービンで発電してさらに高温の排気ガスを廃熱回収装置で水蒸気を生成して蒸気タービンで発電するので熱効率が高く、統合電気推進においても使用される。
熱効率は高いものの、余剰出力が少なく即応性に欠けるため、艦船よりも一定の速度で航行する商船やクルーズ客船の動力として使用される。

## 採用例
- LNG船
- クルーズ客船
- コンテナ船